# Modrzew syberyjski
Modrzew syberyjski (Larix sibirica Ledebour 1833, syn.: Larix decidua Mill. ssp. sibirica (Ledeb.) Domin, Larix russica (Endlicher) Sabine ex Trautvetter, Larix sukaczewii Dylis, Larix archangelica Lawson, Pinus larix L. var. russica Endlicher) – gatunek drzewa z rodziny sosnowatych (Pinaceae Lindley). Występuje na Syberii oraz w Chinach i Mongolii.

## Morfologia
PokrójSmukłostożkowy i elegancki. Drzewo wysokości do 45 metrów.
PieńCzarnobrązowy. Gałęzie wzniesione, ale sztywne i grube.
LiścieSzpilkowate i długie, osadzone na krótkopędach, w pęczki liczące od kilkunastu, do kilkudziesięciu sztuk. Opadające na zimę.
KwiatyŻeńskie – okazałe, męskie – niepozorne, otwierające się przed lub w czasie rozwoju liści. Roślina jednopienna.
SzyszkiDuże, brązowe i jajowate z małą liczbą łusek, mogące pozostawać na drzewie przez kilka lat.

## Biologia i ekologia
Występuje w wyższych położeniach górskich (500–3500 m n.p.m.) i tajdze. Odporny, choć w cieplejszym klimacie może być atakowany przez ochojnika, w wilgotnych miejscach przez raka modrzewiowego.

## Zastosowanie
Próby introdukowania tego modrzewia w Europie, w tym w Polsce nie powiodły się. Jednak może być uprawiany z powodzeniem w zimniejszych rejonach Polski. Na Syberii żywicę tego gatunku (i modrzewia dahurskiego) pozyskuje się w celu żucia (сера байкальская, жевательная смолка) i według producentów ma ona własności oczyszczające i dezynfekujące jamę ustną.
Modrzew syberyjski ma podwyższone parametry wytrzymałościowe, dodatkowo z uwagi na dużą gęstość (gatunek wąskosłoisty) nie chłonie wilgoci oraz wody co sprawia, że jeszcze lepiej znosi trudne warunki atmosferyczne i jest powszechnie używany do budowy profili elewacyjnych.